# پریری (میسیسیپی)
پریری (به انگلیسی: Prairie) یک منطقهٔ مسکونی در ایالات متحده آمریکا است که در میسیسیپی واقع شده‌است. پریری ۸۹٫۹۲ متر بالاتر از سطح دریا واقع شده‌است.